# Michael Lerner
Michael Charles Lerner (n. 22 iunie 1941, New York City, New York, SUA – d. 8 aprilie 2023, Burbank, California, SUA) a fost un actor american, protagonist al filmului Barton Fink din (1991).

## Filmografie selectivă

### Filme
| An   | Titlu                                          | Rol                              | Note |
| ---- | ---------------------------------------------- | -------------------------------- | --- |
| 1970 | Alex in Wonderland                             | Leo                              | |
| 1971 | The Ski Bum                                    | Rod                              | |
| 1972 | The Candidate                                  | Paul Corliss                     | |
| 1974 | Busting                                        | Marvin Royce                     | |
| 1974 | Newman's Law                                   | Frank Acker                      | |
| 1974 | Hangup                                         | Fred Richards                    | |
| 1976 | St. Ives                                       | Myron Green                      | |
| 1977 | The Other Side of Midnight                     | Barbet                           | |
| 1977 | Outlaw Blues                                   | Hatch                            | |
| 1979 | Goldengirl                                     | Sternberg                        | |
| 1980 | The Baltimore Bullet                           | Paulie                           | |
| 1980 | Coast to Coast                                 | Dr. Frederick Froll              | |
| 1980 | Borderline                                     | Henry Lydell                     | |
| 1981 | The Postman Always Rings Twice                 | Mr. Katz                         | |
| 1981 | Threshold                                      | Henry de Vici                    | |
| 1982 | National Lampoon's Class Reunion               | Dr. Robert Young                 | |
| 1983 | Strange Invaders                               | Willie Collings                  | |
| 1985 | Movers & Shakers                               | Arnie                            | |
| 1987 | Anguish                                        | John Pressman                    | |
| 1988 | Vibes                                          | Burt Wilder                      | |
| 1988 | Eight Men Out                                  | Arnold Rothstein                 | |
| 1989 | Harlem Nights                                  | Bugsy Calhoune                   | |
| 1990 | Maniac Cop 2                                   | Deputy Commissioner Edward Doyle | |
| 1990 | Any Man's Death                                | Herb Denner                      | |
| 1991 | Omen IV: The Awakening                         | Earl Knight                      | |
| 1991 | Barton Fink                                    | Jack Lipnick                     | Premiul Asociației Criticilor de Film din Los Angeles pentru cel mai bun actor în rol secundar Nominalizare—Premiul Oscar pentru cel mai bun actor în rol secundar Nominalizare—Premiul Asociației Criticilor de Filmd in Chicago pentru cel mai bun actor în rol secundar |
| 1992 | Newsies                                        | Weasel                           | |
| 1992 | The Comrades of Summer                         | George                           | |
| 1993 | Amos & Andrew                                  | Phil Gillman                     | |
| 1994 | Blank Check                                    | Biderman                         | |
| 1994 | Radioland Murders                              | Lieutenant Cross                 | |
| 1994 | The Road to Wellville                          | Goodloe Bender                   | |
| 1994 | No Escape                                      | The Warden                       | |
| 1995 | No Way Back                                    | Frank Serlano                    | |
| 1995 | A Pyromaniac's Love Story                      | Perry                            | |
| 1995 | Girl in the Cadillac                           | Pal                              | |
| 1997 | The Beautician and the Beast                   | Jerry Miller                     | |
| 1997 | For Richer or Poorer                           | Phillip Kleinman                 | |
| 1998 | Godzilla                                       | Mayor Ebert                      | |
| 1998 | Safe Men                                       | Big Fat Bernie Gayle             | |
| 1998 | Celebrity                                      | Dr. Lupus                        | |
| 1998 | Tale of the Mummy                              | Professor Marcus                 | |
| 1999 | The Mod Squad                                  | Howard                           | |
| 1999 | My Favorite Martian                            | Mr. Channing                     | |
| 2001 | Mockingbird Don't Sing                         | Dr. Stan York                    | |
| 2002 | 101 Dalmatians II: Patch's London Adventure    | Producer                         | Rol de voce |
| 2003 | Elf                                            | Mr. Greenway                     | |
| 2004 | The Calcium Kid                                | Artie Cohen                      | |
| 2004 | Larceny                                        | Pete                             | |
| 2004 | Poster Boy                                     | Jack Kray                        | |
| 2005 | When Do We Eat?                                | Ira Stuckman                     | |
| 2006 | Love and Other Disasters                       | Marvin Bernstein                 | |
| 2006 | Art School Confidential                        | Art Dealer                       | |
| 2006 | The Last Time                                  | Leguzza                          | |
| 2007 | A Dennis the Menace Christmas                  | Mr. Souse                        | |
| 2007 | Slipstream                                     | Big Mikey                        | |
| 2008 | Yonkers Joe                                    | Stanley                          | |
| 2009 | A Serious Man                                  | Solomon Schlutz                  | |
| 2009 | Life During Wartime                            | Harvey Wiener                    | |
| 2010 | Pete Smalls Is Dead                            | Leonard Proval                   | |
| 2010 | Wax On, F*ck Off                               | Cy Rosenthal                     | Short film |
| 2011 | Atlas Shrugged: Part I                         | Wesley Mouch                     | |
| 2012 | Mirror Mirror                                  | Baron                            | |
| 2014 | X-Men: Days of Future Past                     | Senator Brickman                 | |
| 2015 | Ashby                                          | Entwhistle                       | |
| 2019 | Frankenstein's Monster's Monster, Frankenstein | Bobby Fox                        | |

- Desperation Boulevard 1988

### Televiziune
| An      | Titlu                                      | Rol                    | Note                    |
| ------- | ------------------------------------------ | ---------------------- | ----------------------- |
| 1963    | Dr. Kildare                                | Dr. Brown              | 1 episod                |
| 1969    | The Good Guys                              | Arthur                 | 2 episoade              |
| 1969    | Three's a Crowd                            | Sid Bagby              | Film TV                 |
| 1969    | The Brady Bunch                            | Johnny                 | 1 episod                |
| 1970    | The Young Lawyers                          | Anthony Maroni         | 1 episod                |
| 1970    | The Doris Day Show                         | Mr. Murray             | 2 episoade              |
| 1971    | That Girl                                  | Charlie                | 1 episod                |
| 1971    | The D.A.                                   | Mark Warren            | 1 episod                |
| 1971    | What's a Nice Girl Like You...?            | Fats Detroit           | Film TV                 |
| 1972    | The Bold Ones: The New Doctors             | Jack Watson            | 1 episod                |
| 1972    | Ironside                                   | Adrian Father          | 1 episod                |
| 1972    | Night Gallery                              | Dr. Burgess            | 1 episod                |
| 1972    | The Delphi Bureau                          | Cy Turrell             | 1 episod                |
| 1972    | Banacek                                    | Bartender              | 1 episod                |
| 1972    | The Streets of San Francisco               | Lou Watkins            | 1 episod                |
| 1973    | Bob & Carol & Ted & Alice                  | Dr. Nasserman          | 1 episod                |
| 1973    | Firehouse                                  | Ernie Bush             | Film TV                 |
| 1973    | The Bob Newhart Show                       | Mr. Carolla            | 1 episod                |
| 1973    | Emergency!                                 | Martin Noble           | 1 episod                |
| 1973    | Love Story                                 | Lou Graham             | 1 episod                |
| 1973    | The New Perry Mason                        | Derek Stocker          | 1 episod                |
| 1974    | M*A*S*H                                    | Cpt. Bernie Futterman  | 1 episod                |
| 1974    | The Rockford Files                         | Dr. Ruben Steelman     | 1 episod                |
| 1974    | The Rockford Files                         | Arnold Love            | 2 episoade              |
| 1974    | Love, American Style                       | Karatz                 | 1 episod                |
| 1974    | Chase                                      | Cupid                  | 1 episod                |
| 1974    | The Odd Couple                             | Sgt. Chomsky           | 1 episod                |
| 1974    | Reflections of Murder                      | Jerry Steele           | Film TV                 |
| 1974    | The Missiles of October                    | Pierre Salinger        | Film TV                 |
| 1975    | Sarah T. – Portrait of a Teenage Alcoholic | Dr. Marvin Kittredge   | Film TV                 |
| 1975    | The Dream Makers                           | Mike                   | Film TV                 |
| 1975    | A Cry for Help                             | Philip Conover         | Film TV                 |
| 1975    | Starsky & Hutch                            | Fat Rolly              | 2 episoade              |
| 1975    | Lucas Tanner                               | Artie                  | 1 episod                |
| 1975    | Rhoda                                      | Ralph Bentley          | 1 episod                |
| 1976    | Jigsaw John                                | Arthur Devore          | 1 episod                |
| 1976    | Harry O                                    | Wilt Kane              | 1 episod                |
| 1976    | Police Woman                               | Guidera                | 1 episod                |
| 1976    | The Rockford Files                         | Murray Rosner          | 1 episod                |
| 1978    | Ruby and Oswald                            | Jack Ruby              | Film TV                 |
| 1978    | Kojak                                      | Dr. Samuel Fine        | 1 episod                |
| 1978    | Vegas                                      | Nate Sephanson         | 1 episod                |
| 1978    | Wonder Woman                               | Ashton Ripley          | 1 episod                |
| 1980    | Barnaby Jones                              | Albert Kruger          | 1 episod                |
| 1980    | This Year's Blonde                         | Jack L. Warner         | Film TV                 |
| 1982    | Hart to Hart                               | Art Radner             | 1 episod                |
| 1983    | Hill Street Blues                          | Rollie Simone          | 4 episoade              |
| 1983    | Blood Feud                                 | Eddie Cheyfitz         | Film TV                 |
| 1983    | Rita Hayworth: The Love Goddess            | Harry Cohn             | Film TV                 |
| 1985    | Hollywood Beat                             | Pilot                  | episod pilot            |
| 1985    | MacGyver                                   | Gartner                | episod pilot            |
| 1985    | The A-Team                                 | Jerry                  | 1 episod                |
| 1987    | Amazing Stories                            | Mr. Marvin             | 1 episod                |
| 1987    | Hands of a Stranger                        | Capt. Cirrillo         | Film TV                 |
| 1987    | The King of Love                           | Nat Goldberg           | Film TV                 |
| 1988    | Great Performances                         | Oscar Hammerstein      | 1 episod                |
| 1988    | The Equalizer                              | Amar                   | 1 episod                |
| 1991    | Omen IV: The Awakening                     | Earl Knight            | Film TV                 |
| 1992    | The Comrades of Summer                     | George                 | Film TV                 |
| 1993    | Tales from the Crypt                       | Mr. Byrd               | 1 episod                |
| 1995    | Picture Windows                            | Maestro                | 1 episod                |
| 1995    | Courthouse                                 | Judge Myron Winkleman  | 11 episoade             |
| 1996–97 | Clueless                                   | Mel Horowitz           | 18 episoade             |
| 1998–99 | Godzilla: The Series                       | Mayor Ebert            | Rol de voce; 3 episoade |
| 2000    | Murder at the Cannes Film Festival         | Morrie Borelli         | Film TV                 |
| 2001    | Third Watch                                | Seymour Morgenstern    | 1 episod                |
| 2003–06 | Law & Order: Special Victims Unit          | Morty Berger           | 2 episoade              |
| 2004    | Kingdom Hospital                           | Sheldon Fleischer      | 3 episoade              |
| 2007    | Entourage                                  | Joe Roberts            | 1 episod                |
| 2008    | Dirty Sexy Money                           | Martin                 | 1 episod                |
| 2009    | Saving Grace                               | Rebbe Jory Quecksilber | 1 episod                |
| 2010    | The Bannen Way                             | The Mensch             | Serial Web 16 episoade  |
| 2012    | The Good Wife                              | Judge Dwight Sobel     | 1 episod                |
| 2012    | Suburgatory                                | Aaron Laynberg         | 1 episod                |
| 2013–14 | Glee                                       | Sidney Greene          | 5 episoade              |
| 2015    | Comedy Bang! Bang!                         | Darren Schlepping      | 1 episod                |
| 2015    | Childrens Hospital                         | Pop                    | 1 episod                |
| 2016    | Maron                                      | Ralph                  | 1 episod                |